# Sainte-Eulalie, Gironde
Sainte-Eulalie är en kommun i departementet Gironde i regionen Nouvelle-Aquitaine i sydvästra Frankrike. Kommunen ligger i kantonen Carbon-Blanc som tillhör arrondissementet Bordeaux. År 2022 hade Sainte-Eulalie 4 922 invånare.

## Befolkningsutveckling
Antalet invånare i kommunen Sainte-Eulalie
Referens:INSEE